# Kristina Carlsonová
Anna Kristina Carlson (* 31. července 1949 Helsinky), také píšící pod pseudonymem Mari Lampinen, je finská spisovatelka a básnířka.

## Život
Vystudovala literární vědu na univerzitě v Helsinkách. Dvacet let pracovala jako redaktorka finského časopisu Suomen Kuvalehti. Od roku 1996 se věnuje literatuře v svobodném povolání. V letech 2001–2006 vedla časopis věnující se propagaci finské literatury v zahraničí Books from Finland.
V roce 2011 navštívila Prahu v rámci akce Dny Severu. 

## Dílo
- 1986 Světlo šera (Hämärän valo), básnická sbírka
- 1999 Na konec světa (Maan ääreen), román
- 2009 Zahradník pana Darwina (Herra Darwinin puutarhuri), román
- 2011 Deník Williama N. (William N. Päiväkirja), román, fiktivní příběh botanika

Pod pseudonymem vydala knihy pro děti – dvanáct příběhů 13leté dívky Anni.

### České překlady
- 2014 Na konec světa, překlad Vladimír Piskoř, Praha: Dybbuk
- 2011 Zahradník pana Darwina, překlad Vladimír Piskoř, Praha: Mladá Fronta, ISBN 978-80-204-2299-6

## Ocenění díla
- 1999 Literární cena Finlandia za román Na konec světa
- 2010 Státní cena za literaturu za román Zahradník pana Darwina